# HD 46251
HD 46251，又名BD+33 1356，SAO 59222、HR 2383，是一颗恒星，视星等为6.42，位于銀經181.32，銀緯11，其B1900.0坐标为赤經6h 27m 9s，赤緯+33° 11′ 52″。